# أفيتيس زينيان
أفيتيس زينيان (بالروسية: Аветис Назарович Зенян، 25 ديسمبر 1935 - 17 فبراير 2021) مصور سينمائي روسي.

## السيرة الشخصية
ولد في بيروت، وتلقى زينيان تعليمه في مدرسة فرنسية في حلب قبل أن ينتقل إلى أرمينيا في عام 1946. في عام 1954 بدأ في الالتحاق بمعهد كل دولة الاتحاد للسينما ودافع عن أطروحته في عام 1960. بعد تخرجه عمل لدى أرمين فيلم وموسفيلم. ثم عمل كمصور للعديد من الأفلام المنتجة في الاتحاد السوفيتي، حيث كان المصور الوحيد الذي عمل في جميع أجزاء المسلسل التلفزيوني الحرب والسلام. كما ساعد في تصوير فيلم جولي فيلوز عام 1934. بالإضافة إلى ذلك عمل في الحزب الشيوعي، حيث قام بتصوير كارثة تشيرنوبيل من طائرة هليكوبتر.
توفي أفيتيس زينيان في 17 فبراير 2021 عن عمر يناهز 85 عامًا.